# 시드니 박물관

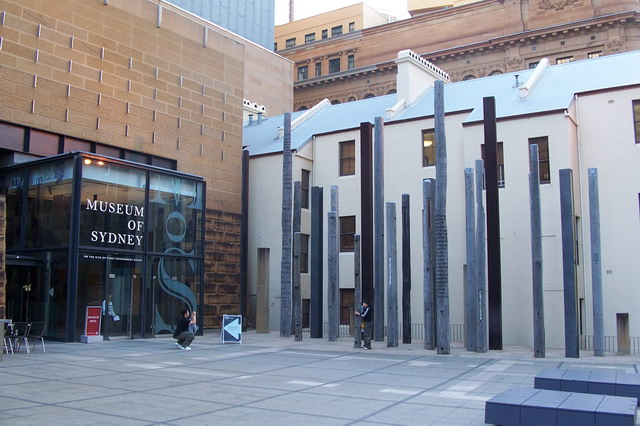
시드니 박물관 입구

시드니 박물관(Museum of Sydney)은 오스트레일리아 뉴사우스웨일스주 시드니의 필립 스트리트와 브리지 스트리트가 만나는 교차점에 위치한 박물관으로 오스트레일리아의 초대 총독인 필립 총독의 생가 터에 지어진 박물관이다. 1983년, 고고학자들에 의해 이곳에 1788년 유럽인들의 이주 당시 오스트레일리아의 첫 총독 관저가 있었던 것으로 밝혀졌다. 박물관은 필립 총독 타워(Governor Phillip Tower)의 일부분으로 지어졌다.
시드니 박물관에서는 과거 식민 시대부터 오늘날의 시드니의 모습을 나타내는 전시품과 미술품, 디지털 미디어 기술 작품들을 전시하고 있다. 1788년부터 오늘날까지의 모습을 벽걸이 형태의 스크린을 통해 파노라마처럼 감상할 수 있으며, 과거 유형 식민 시대의 물품과 장신구 등 25가지 이상의 고고학적 발굴 유물을 전시한 특별 전시 공간도 마련되어있다.